# Hōei

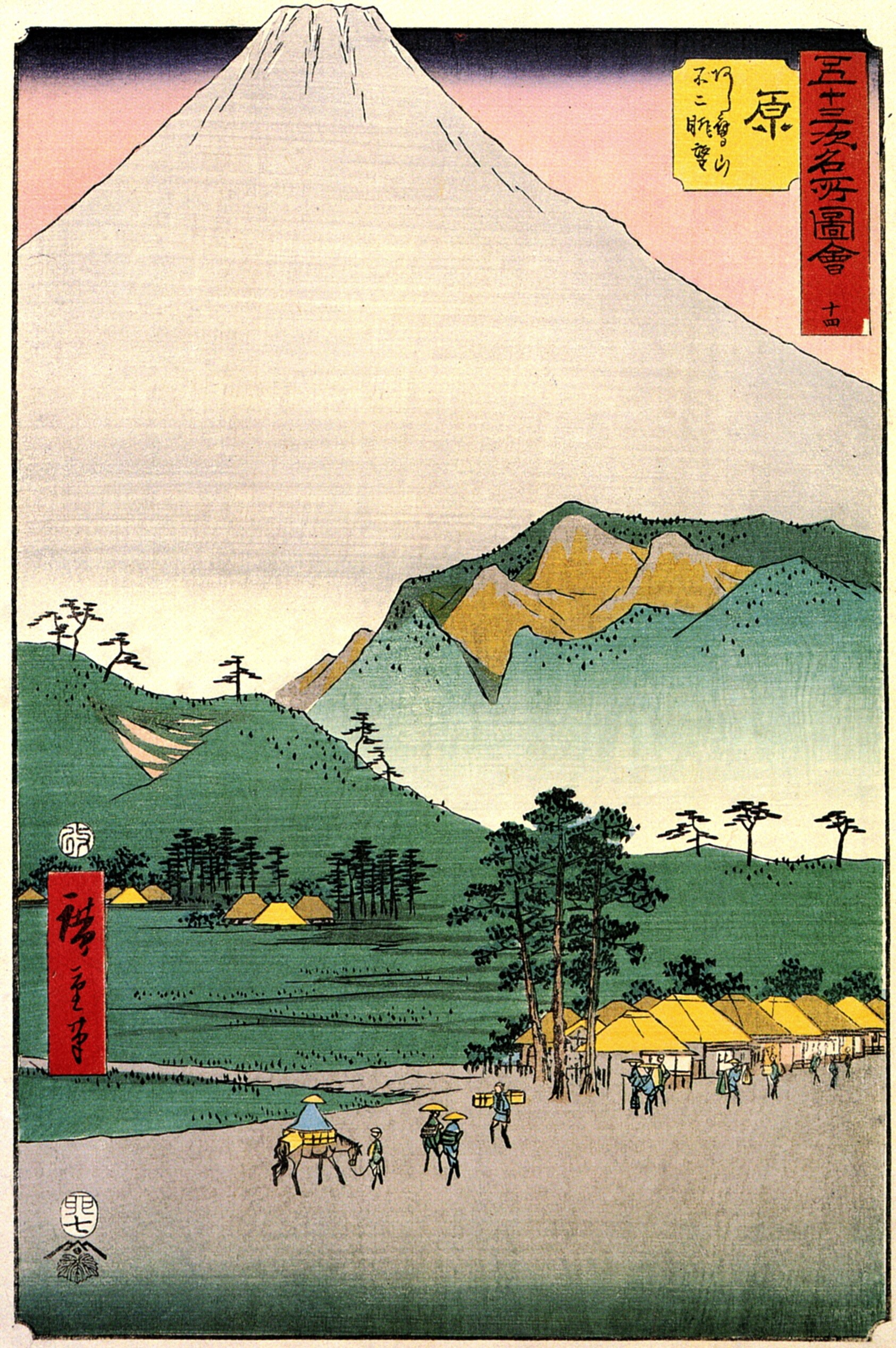
Fuji med kratern efter Hōeiutbrottet. Utagawa Hiroshige

Hōei (japanska: 宝永?, Hōei), 13 mars 1704–25 april 1711 är en period i den japanska tideräkningen. Perioden inleddes efter den stora Genroku-jordbävningen, i hopp om att en ny era skulle få gudarna att glömma gamla synder. Det hjälpte uppenbarligen inte, för perioden är känd för Hōeijordbävningen 1707 under sitt fjärde år och vulkanen Fujis sista utbrott den 15 november samma år, som spred aska över hela Kanto.
Perioden överlappar kejsare Higashiyamas och kejsare Nakamikados regeringsperioder. Shoguner var Tokugawa Tsunayoshi och Tokugawa Ienobu.
Periodens namn är hämtat från Tangshu, ett av de så kallade 24 historieverken i kinesisk litteratur.